# Tritenii-Hotar, Cluj
Tritenii-Hotar (în maghiară Trisoaitanyak) este un sat în comuna Tritenii de Jos din județul Cluj, Transilvania, România.